# 710
| 710                |
| ------------------ |
| Dødsfald - Fødsler |
|                    |

| Gregoriansk kalender | 710 DCCX                |
| Ab urbe condita      | 1463                    |
| Armensk kalender     | 159 ԹՎ ՃԾԹ              |
| Kinesiske kalender   | 3406 – 3407 己酉 – 庚戌 |
| Etiopisk kalender    | 702 – 703               |
| Jødisk kalender      | 4470 – 4471             |
| Hindukalendere       |                         |
| - Vikram Samvat      | 765 – 766               |
| - Shaka Samvat       | 632 – 633               |
| - Kali Yuga          | 3811 – 3812             |
| Iransk kalender      | 88 – 89                 |
| Islamisk kalender    | 91 – 92                 |

Se også 710 (tal)